# Les Aventures de Tsatsiki
Pour plus de détails, voir Fiche technique et Distribution.
Les Aventures de Tsatsiki (Tsatsiki, morsan och polisen) est un film suédois réalisé par Ella Lemhagen, sorti en 1999.

## Synopsis
Tsatsiki, huit ans, vit en Suède avec sa mère, Tina, chanteuse de rock. Il souhaite retrouver son père grec qu'il n'a jamais vu.

## Fiche technique
- Titre : Les Aventures de Tsatsiki
- Titre original : Tsatsiki, morsan och polisen
- Réalisation : Ella Lemhagen
- Scénario : Ulf Stark d'après les romans Tsatsiki och morsan et Tsatsiki och farsan Moni Nilsson-Brännström
- Photographie : Anders Bohman
- Montage : Bernhard Winkler
- Production : Anne Ingvar
- Société de production : Danmarks Radio, Felicia Film, Per Holst Filmproduktion, Ríkisútvarpið-Sjónvarp et TV 1000
- Société de distribution : CTV International (France)
- Pays :  Suède,  Danemark,  Norvège et  Islande
- Genre : Comédie dramatique et aventure
- Durée : 91 minutes
- Dates de sortie : 
  -  Suède : 1er octobre 1999
  -  France : 13 décembre 2000

## Distribution
- Samuel Haus : Tobias « Tsatsiki » Johansson
- Alexandra Rapaport : Tina
- Jacob Ericksson : Göran, le policier
- Jonas Karlsson : Niklas
- George Nakas : Iannis
- Sam Kessel : Per Hammar
- Isa Engström : Maria Grynwall
- Marcus Hasselborg : Mårten
- Maria Hazell : Sara
- Kasper Lindström : Wille
- Maria Bonnevie : Elin
- Helge Jordal : le père de Mårten

## Distinctions
Le film a remporté l'Ours de cristal et le Deutsches Kinderhilfswerk Grand Prix lors de la Berlinale 2000 et quatre prix Guldbagge.